# وربووا لهوتا
وربووا لهوتا (به لاتین: Vrbová Lhota) یک منطقهٔ مسکونی در جمهوری چک است که در شهرستان نیمبورک واقع شده‌است.
 وربووا لهوتا ۶٫۰۳ کیلومتر مربع مساحت و ۴۳۵ نفر جمعیت دارد و ۱۸۸ متر بالاتر از سطح دریا واقع شده‌است.